# Lyon 1. kerülete
Lyon 1. kerülete a Rhône és a Saône folyó közötti félsziget északi végén helyezkedik el. Délről a rue Neuve a 2. kerülettől, északon a boulevard de la Croix-Rousse pedig a 4. kerülettől választja el. A kerület három különböző részből: a városrész déli részén található Terreaux, a nyugati Tolozan negyedekből és a keleti Croix-Rousse domboldali részéből áll.

## Története
Az 1. kerületet először a rómaiak népesítették be. A Croix-Rousse domboldalán egy városias telepet hoztak létre, amelyből a Három Gall Amfiteátrum még ma is áll. Az 1. kerület római telapülései, Lugdunum 197-es pusztulását követően elnéptelenedtek, később a környék szőlőheggyé változott. A 6. században a terjeszkedő, folyóközre épült Lyon szomszédságában létesült a Szent Péter apátság, a mai Terreaux városrészben.
A 14. században az apátság köré egy kisebb erődített falu költözött, ahol nagyrészt kereskedők éltek. A városrész felfejlődése a 16 – 17. században kezdődött, amikor is a lyoni selyem világhírnévre tett szert, a korábbi kiskereskedői városrészből a selyemnagykereskedők negyede lett. A 17. század második felében, a Városháza megépültével Terreaux a város adminisztratív központjává is vált. Ezzel párhuzamosan, a Szent Sebestyén bástya megépülését követően indult meg a Croix-Rousse domb benépesedése. Sok szerzetesrend (ferencesek, dominikánusok, kapucinusok) is lakhelyéül választotta az akkor még gyéren lakott területet. A 18. század második felében, a sűrűn lakott város közelében az egyik első nagy beruházásként épült ki a Tolozan városrész nagyrészt Soufflot tervei alapján.
Az 1789-es francia forradalmat követő egyházi birtokok kiárusítása vezetett a Croix-Rousse domboldali iparnegyed létrejöttéhez. Ez a városrész a posztó- és selyemmanufaktúrák, illetve a munkások lakhelyéül is szolgált. A selyemipari munkások („canut”-k) nagy mértékű koncentrációja vezetett 1831-ben és 1834-ben a forradalom kitöréséhez, amely a szövőgép feltalálása ellen irányult.
A három városrész egysége csak a 19. században jött létre, 1852. március 24-én alakult meg az 1. kerület, majd 1864-ben készült el a Terreaux-t Croix-Rousse-szal összekötő sikló is. Ekkoriban költözött a banki szektor is a városrészbe, így a városrész hamarosan komoly gazdasági központtá alakult. A 3. kerületi Part-Dieu negyed 20. század közepi megépülése, azonban nagyban visszavezetette a városrész központi szerepét, de erős gazdasága továbbra is megmaradt.

## Nevezetességek
A teljes kerület a UNESCO világörökség részét képezi.
- traboule-ok (átjáróutcák)
- Cour des Voraces
- Saint-Bruno des Chartreux templom
- Három Gall Amfiteátrum
- Városháza
- Opera
- La place des Terreaux
- Szépművészeti Múzeum